# Страх (фильм, 2010)
«Страх» (исп. Miedo) — короткометражный фильм каталонского режиссёра Жауме Балагеро.

## Сюжет
После ссоры со своей женой Евой (Макарена Гомес) из-за не проведённых вместе выходных, главный герой Серхио (Марио Касас) идёт в местный бар и встречает там Мартину (Мария Кастро). После нескольких порций коктейля они идут в апартаменты Серхио. На лестнице у квартиры их застаёт соседка, которая вернулась из-за забытого зонтика и просит передать привет Еве. Мартина спрашивает кто такая Ева. Дальше события разворачиваются не так как ожидал Серхио.

## В главных ролях
- Марио Касас — Серхио, главный герой фильма
- Макарена Гомес — Ева, жена Серхио
- Мария Кастро — Мартина, незнакомка в баре

## Ссылка
- Рецензия gencinexin.com (исп.)